# Herb Kłodawy
Herb Kłodawy – jeden z symboli miasta Kłodawa i gminy Kłodawa w postaci herbu.

## Wygląd i symbolika
Herb przedstawia na białej tarczy herbowej dwie blankowane wieże (baszty) z murowanymi skrzydłami z blankami, połączone bramą wjazdową w kształcie łuku z kolumnami. Baszty i mury są czerwone, murawa w sąsiedztwie budowli – zielona, filary i łuk – szare, a fundamenty wież i skrzydeł – barwy brązowej. Baszty mają po dwa owalne brązowe okna oraz stożkowe dachy z brązową dachówką, zakończone czarnymi owalami z chorągwiami w barwach narodowych. Obie flagi skierowane są w heraldycznie prawą stronę, z czego prawa flaga faluje na wietrze. Tarcza herbu ma ścięte rogi, a bordiura jest koloru jasnobłękitnego.

## Historia
Najstarszy odcisk kłodawskiej pieczęci pochodzi z 1552 roku i przedstawiał basztę o spiczastym daszku, z otwartą bramą i dwoma oknami, z napisem w otoku: Sigilum Civitatis Cloday. W XVIII wieku wizerunek herbu i pieczęci zmieniono na dwie baszty i mur obronny. W 1738 herb przedstawiał warowną bramę o dwóch wieżach z otwartymi wrotami dla handlu i napisem w otoku Sigillum Civitatis Kłodawa. Wzory symboliki miejskiej potwierdzone zostały uchwałą Nr XXVII/164/92 Rady Miejskiej w Kłodawie 30 czerwca 1992 roku.